# CEC Bank

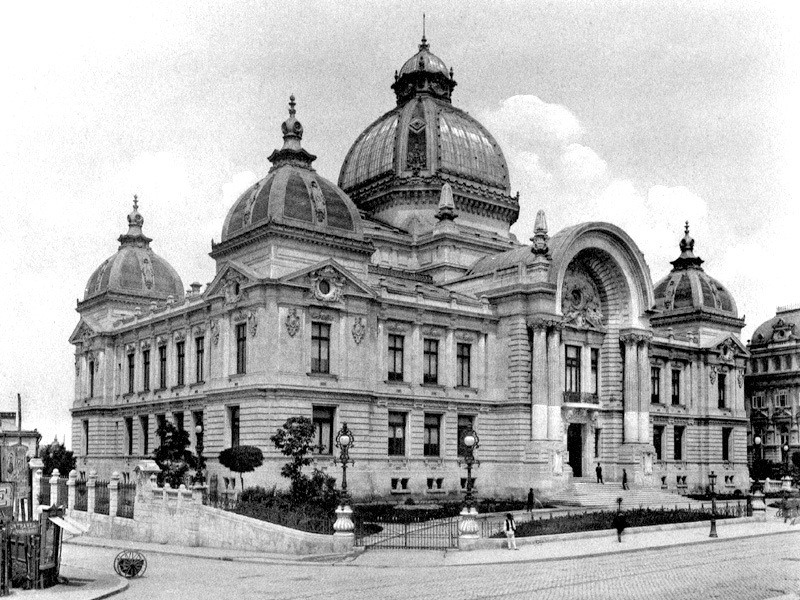
Casa de Economii și Consemnațiuni la 1900

Casa de Economii și Consemnațiuni (C.E.C., mai nou CEC Bank) este o instituție bancară din România, deținută de stat, înființată în 1864.
În ultimii ani, CEC Bank a raportat creșteri accelerate ale tuturor indicatorilor economici iar în ianuarie 2024 a devenit a treia cea mai mare bancă din sistem  cu active de 83,5 mld. lei. Totodată, banca are cea mai extinsă rețea națională, cu peste 1.000 de sucursale și unități teritoriale.

## Istoric
Ca instituție, CEC-ul a fost înființat în 1864, printr-o lege înaintată de Alexandru Ioan Cuza.
Primul sediu a fost modest, în trei camere mai mici din sediul Ministerului de Finanțe al vremii.
În 1875 s-a început construirea unei clădiri proprii.
Pe terenul respectiv, existase biserica Sf. Ioan cel Mare, înzestrată și cu un han care degradându-se în timp, au fost demolate în 1875.
Ulterior, între 1897 și 1900 s-a ridicat sediul actual, Palatul CEC.
În anul 1999, CEC avea 7 milioane de clienți și gestiona circa 11.000 de miliarde lei vechi, adică aproape o treime din economiile depuse la bănci de populație.
În decembrie 2005, CEC a intrat pe piața cardurilor, lansând primele carduri de debit.
În decembrie 2006, Guvernul României a oprit privatizarea CEC, considerând că prețul de 560 milioane de euro oferit de National Bank of Greece (singurul investitor rămas în cursă) pentru pachetul de acțiuni de 69,9% este prea mic.

Sigla CEC (până în 2008)

În anul 2008 banca și-a lansat noua identitate și denumire, CEC Bank.
În data de 8 iulie 2013, CEC Bank avea cele mai multe sucursale dintre toate băncile din România - 1097 de unități.
Din luna octombrie 2015, în urma unui parteneriat cu ANAF, CEC Bank a introdus în oferta sa creditele rapide, oferite pe baza buletinului și fără necesitatea prezentării adeverințelor de venit.
În ultimii ani banca a avut parte de modernizări substanțiale. Investițiile în sucursale și sisteme IT au crescut  și aceste eforturi au condus o creștere a atractivității băncii în rândul clienților.
În 2021 CEC Bank a depășit UniCredit și a urcat pe locul șase în topul băncilor din România.
În iunie 2023 CEC a devenit a patra banca din sistem cu o cotă de piață de 9% și active de 69,1 mld. lei. depășind atât Raiffeisen Bank România cât și ING Bank România.
În iulie 2023, CEC Bank a achiziționat pachetul de 99,993% din capitalul social al Fondului de Garantare a Creditului Rural (FGCR), și continuă demersurile pentru a intra pe piața asigurărilor generale.
În ianuarie 2024 CEC a intrat în top trei cele mai mari bănci din Romania, după ce a reușit să depășească inclusiv BRD - Groupe Société Générale. Activele băncii se ridicau la 83,5 mld. lei iar cota de piață era de 10,4%

## Date generale
CEC Bank se încadrează în trendul general din sistemul bancar și încearcă să își ajusteze costurile generate de numărul unităților teritoriale, respectiv numărul angajaților din aceste unități. Investițiile realizate în domeniul digitalizării au permis diminuarea numărului de sucursale și angajați. Dacă în 2005 banca deținea 1,407 unități teritoriale în întreaga țară, acest număr s-a redus treptat, astfel încât la finalul anului 2021 CEC Bank mai avea doar 1,008 sedii fizice, 1,183 de ATM-uri și 98 de MFM-uri. Chiar și așa, CEC Bank rămâne cea mai mare bancă din România, în ceea ce privește acoperirea teritorială.
Activele băncii au înregistrat în ultimii ani printre cele mai mari creșteri din sistemul bancar românesc. Din 2016 până la finalul anului 2023 CEC Bank aproape și-a triplat activele si a atras doar pe parcursul ulimului an peste 80.000 de clienți noi.
La finalul anului 2024 CEC Bank avea 1,429,486 de carduri active din care 1,359,667 carduri de debit și 69,819 carduri de credit.
| An   | Active (mld. RON) | Profit net (mln. RON) |
| ---- | ----------------- | --------------------- |
| 2006 | 2,1               |                       |
| 2007 | 3(▲42.8%)         |                       |
| 2008 | 3,4(▲13.3%)       |                       |
| 2009 | 4,3(▲26.4%)       |                       |
| 2010 | 21,7(▲404.6%)     | 53                    |
| 2011 | 24,7(▲13.8%)      | 67,4(▲27.1%)          |
| 2012 | 26,8(▲8.5%)       | 36,9(▼45.2%)          |
| 2013 | 26,8(▬)           | 43,6(▲18.1%)          |
| 2014 | 27,9(▲4.1%)       | 7,7(▼82.3%)           |
| 2015 | 27,5(▼ 1.4%)      | 10,9(▲41.5%)          |
| 2016 | 28,1(▲2.1%)       | 9,6(▼11.9%)           |
| 2017 | 31,6(▲12.4%)      | 171,5(▲1,686.4%)      |
| 2018 | 29,3(▼7.2%)       | 354,5(▲106.7%)        |
| 2019 | 32,8(▲11.9%)      | 379,5(▲7%)            |
| 2020 | 41,2(▲25.6%)      | 337,7(▼11%)           |
| 2021 | 50,6(▲22.8%)      | 366,5(▲8.5%)          |
| 2022 | 61,8(▲22.1%)      | 424,3(▲15.7%)         |
| 2023 | 83,5(▲35.1%)      | 515,8(▲15.4%)         |
| 2024 | 99,3(▲18.9%)      | 687,9(▲33,4%)         |

## Venituri și averi
Radu Ghețea, fostul președintele CEC, încasa de la banca de stat CEC circa 30 000 euro pe lună, fiind cel mai bine plătit bancher român.Ghețea declară că are în conturi 1.311.485 euro în 2011. Radu Ghețea mai deține, împreună cu soția, patru apartamente în București, o casă în Ilfov și două terenuri intravilan în Prahova și Ilfov. Bancherul și-a mai trecut în declarația de avere pe 2011 și bijuterii de damă în valoare de 27.000 euro, ceasuri în valoare de 20.000 euro, un autoturism Audi A3 și unul Audi Q5, dar și o șalupă de agrement.
Andrei Stamatian, prim-vicepreședinte al CEC Bank, a avut un venit lunar de cca 17.200 de euro în 2013.